# Cord Broyhan

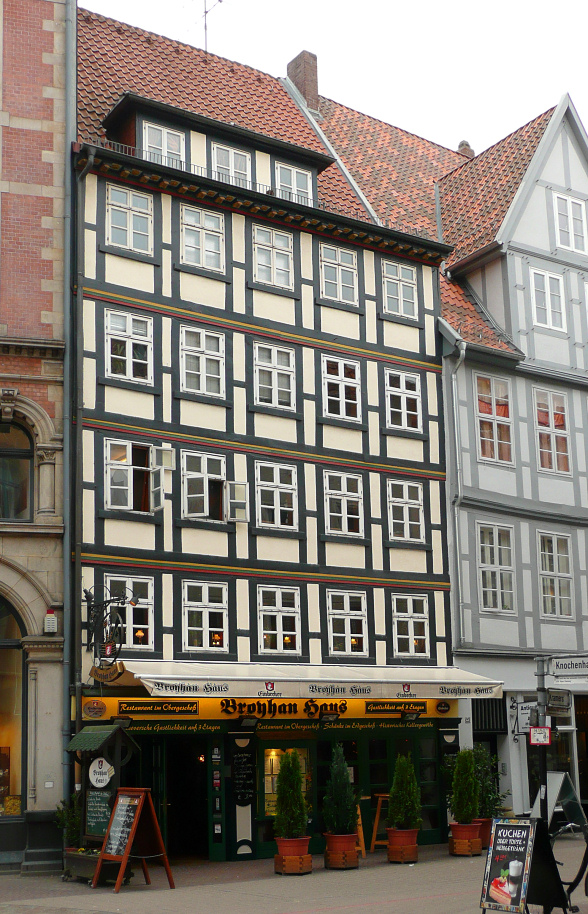
Das Broyhanhaus in der Kramerstraße in Hannover, heute im unteren Bereich Gaststätte

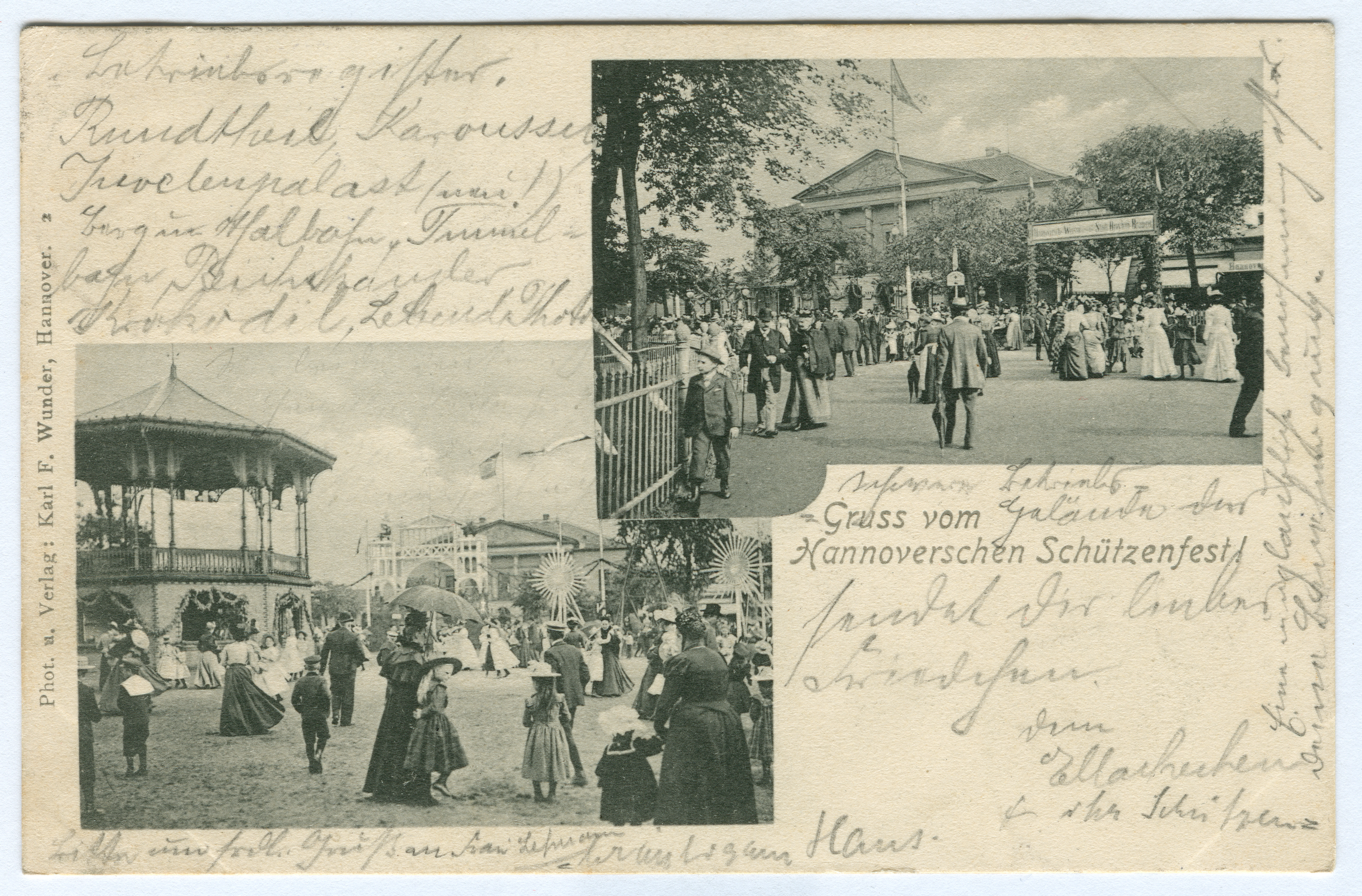
Um 1900 verkaufte die Städtische Broyhan Brauerei auf dem Schützenfest auch Hannoversche Weiße.

Cord Broyhan (* in Gronau (Leine); † 1570 in Hannover) war ein Bierbrauer. Er erfand 1526 das nach ihm benannte Broyhan-Bier, das zu einem Exportschlager der Stadt Hannover wurde.

## Leben
Als junger Mann ging Breihan/Broyhan nach Hamburg, um als Knecht bei einem Braumeister zu arbeiten. Bierbrauen war zu seiner Zeit ein gewinnbringendes Gewerbe, das zum Reichtum der Städte beitrug. Bier galt damals als Flüssiges Brot, da es neben Wein das einzige lagerfähige Getränk und durch seine vielen Nährstoffe ein wichtiges Nahrungsmittel war. Nachdem Cord Broyhan Hamburg im Jahr 1524 verlassen hatte und nach Hannover gekommen war, erwarb er das hannoversche Bürgerrecht und ein Haus an der Mühlenstraße. Er nutzte sein Wissen über das Bierbrauen und war zunächst für den Brauherrn Hans vom Sode (auch: von Sode) auf der Leinstraße tätig.
1526 wandelte Broyhan das dunkelbraune Bier Hamburger Art ab und erfand am 31. Mai ein neues, hellbraunes Bier („Broyhan)“: Neben Wasser, Hopfen und Hefe nahm er dafür nur ein Drittel Weizen-, aber zwei Drittel Gerstenmalz. Dieses hellbraune, obergärige Bier wurde zu einem Exportschlager der Stadt, das ihr eine wirtschaftliche Blüte bescherte und sie zu einer Bierstadt ersten Ranges emporhob.
Broyhan, offensichtlich zu Wohlstand gekommen, kaufte nach dem Haus an der Mühlenstraße auch das nach ihm benannte Broyhanhaus an der Kramerstraße, nahe dem Zentrum der damaligen Stadt an der Marktkirche. Das Haus ist das zweitälteste erhaltene Fachwerkgebäude in Hannover. Während der erste Bau um 1400 entstand, stammt das Broyhanhaus von 1576.
Das Gütezeichen dieses Bieres, der 1546 erstmals geprägte „Broyhan-Taler“, wurde das Markenzeichen der späteren Brauer-Gilde, in der sich die Brauberechtigten zusammengeschlossen hatten. Er ist noch heute das Markenzeichen der 1546 gegründeten Gilde Brauerei.
Nach Überlieferung aus den Handschriften im Stadtarchiv Hannover wurde an dem 1551 errichteten Piepenborn-Brunnen in Hannover ein Doppel-Distichon angebracht, das das nach Cord Broyhan erfundene Broyhan-Bier verherrlichte.

## Ehrungen
- Broyhan wurde „mit großer ceremonie“ (an heute unbekannter Stelle) begraben.
- 1907 wurde eine historische Straße des ehemaligen Dorfes Stöcken in Broyhanstraße umbenannt.[3]